# Brookville, Ohio
Brookville är en liten stad i Montgomery County i västra Ohio, USA. Invånarantalet är 5 989 (2020). Den har enligt United States Census Bureau en area på 9,9 km² varav allt är land.

## Kända personer från Brookville
- Kathy Shower, fotomodell och skådespelare